# Радіальне буріння
Радіальне буріння — різновид буріння свердловин.

Радіальне буріння

Радіальне (кислотоструминне) буріння (розкриття пласта) (РРП) — інтенсифікація видобутку вуглеводнів утворенням системи розгалужених дренажних глибокопроникаючих каналів фільтрації (далі — ГПКФ) шляхом гідромоніторного розмиву карбонатних порід продуктивних пластів із використанням колони гнучких труб (КГТ) колтюбінгової установки, гнучкого шланга високого тиску (далі — ГШВТ), гідромоніторної насадки і спеціального свердловинного обладнання.
Принцип РРП: спеціальним інструментом (фрезером) прорізають у обсадній колоні (ОК) отвори. На КГТ спускають ГШВТ із гідромоніторною насадкою по черзі в кожен отвір. Під високим тиском подають кислотний розчин для розмивання бічного стовбура малого діаметра — ГПКФ.
ГПКФ промивають на кількох рівнях привибійної зони пласта, і на кожному рівні виконують по кілька ГПКФ довжиною до 100 м у різних напрямках, а кількість бічних стовбурів необмежена.
Радіальне буріння проводять у разі розкриття продуктивних пластів малої потужності, з низьким градієнтом тиску та у порушених геологічних зонах, у процесі багатовибійного розкриття пластів.